# کاروان (فیلم ۲۰۱۸)
کاروان (به هندی: Karwaan) فیلمی محصول سال ۲۰۱۸ و به کارگردانی آکاراش خورانا است. در این فیلم بازیگرانی همچون عرفان خان، دولکوئر سلمان، میتیلا پالکار، کریتی کارباندا، آمالا آکیننی، بینا بانرجی ایفای نقش کرده‌اند.